# De Lelie
De Lelie ist eine Getreidemühle in der nordbrabantischen Stadt Leur (Etten-Leur).

## Geschichte
De Lelie ist eine runde Steinturmmühle, die 1801 nach der Abschaffung feudaler Rechte wie z. B. des Mühlenzwangs an der Geerkade gebaut wurde. Die Mühle diente ursprünglich als Lohmühle und kurz darauf auch als Getreidemühle. De Lelie mahlte auch Knochen für die Leimherstellung. 1937 brannte die Mühle aufgrund eines überhitzten Petroleummotors ab. Der Rest des Rumpfes wurde als mechanische Mühle verwendet.
1986 schlug Bürgermeister Houben van Etten-Leur vor, die Mühle wieder aufzubauen. Dies führte zur Gründung des Rebuilding Molen De Lelie Komitees, das später zur Molen De Lelie Foundation wurde. Am 25. September 1998 wurde die umgebaute Mühle durch den ehemaligen Bürgermeister offiziell eröffnet. Houben war damals Kommissar des Königs.
Heutzutage wird in De Lelie auf freiwilliger Basis Getreide gemahlen. Die Mühle kann am Mittwochnachmittag und Samstagnachmittag kostenlos besichtigt werden.